# Blang Naleung Mameh
Blang Naleung Mameh is een bestuurslaag in het regentschap Lhokseumawe van de provincie Atjeh, Indonesië. Blang Naleung Mameh telt 2551 inwoners (volkstelling 2010).